# (674) Rachèle
Pour les articles homonymes, voir Rachele.
(674) Rachèle est un astéroïde de la ceinture principale découvert le 28 octobre 1908 par l'astronome allemand Wilhelm Lorenz.
Sa désignation provisoire était 1908 EP.